# سیانوژن کلرید
سیانوژن کلرید (به انگلیسی: Cyanogen chloride) با فرمول شیمیایی CNCl یک ترکیب شیمیایی با شناسه پاب‌کم ۱۰۴۷۷ است. که جرم مولی آن 61.46 g/mol می‌باشد. شکل ظاهری این ترکیب، گاز بی‌رنگ است.